# Jurij Dumčev
Jurij Eduardovič Dumčev (rusky Юрий Эдуардович Думчев, 5. srpna 1958 Rossoš – 10. února 2016 Adler) byl ruský atlet reprezentující Sovětský svaz. 29. května 1983 překonal světový rekord v hodu diskem hodem dlouhým 71,86 metru, na čele tabulek zůstal do července 1986, kdy ho přehodil Jürgen Schult. 
Dumčev se zúčastnil dvojích olympijských her, na hrách v roce 1980 v Moskvě byl pátý a v roce 1988 v Soulu skončil výkonem 66,42 m na čtvrtém místě. Měl být největším favoritem své disciplíny na Letních olympijských hrách 1984 v Los Angeles, které Sovětský svaz bojkotoval. Místo toho vyhrál závody Družba, jeho hod 66,70 m byl delší než vítězný pokus Rolfa Danneberga v Los Angeles. Startoval na mistrovství světa v roce 1983 v Helsinkách, ale nepostoupil z kvalifikace.
Již v průběhu své kariéry se věnoval také herecké dráze, účinkoval ve více než 50 filmech.
Dumčev zemřel v Adleru v Soči ve věku 57 let.